# Casa da Fazenda Gama
A Casa da Fazenda Gama é uma construção típica do século XVIII, sede de uma fazenda de 161 hectares com traços arquitetônicos do período colonial brasileiro. Situa-se a 20 km de Brasília.
Os primeiros relatos sobre a Fazenda Gama datam de 1818, quando o local serviu de hospedagem para o naturalista austríaco Dr. Johan Emanuel Pohl.

## Primeira vez de JK em terras da futura capital do Brasil
Ano de 1956, dois dias depois que o presidente Juscelino Kubitschek sancionou a lei do Congresso que criou a Companhia Urbanizações da Nova Capital do Brasil, a Novacap que iria gerenciar e coordenar a construção da nova capital do Brasil, um grupo de pioneiros passou por locais inteiramente desertos, abrindo picadas na vastidão do Planalto Central brasileiro chegando ao sítio Castanho, às margens do Ribeirão do Gama na fazenda do mesmo nome para fincar as primeiras estacas da cidade a ser construída. O presidente Juscelino Kubitschek chegou à fazenda do Gama a 5 de outubro de 1956 a bordo de um Douglas da Força Aérea Brasileira (FAB) que desceu na pista ao lado do chamado Catetinho. Era a primeira vez que Juscelino visitava a região, embora já houvesse sobrevoado o Planalto.

## Casa Velha como abrigo
A Casa da Fazenda Gama, atualmente chamada de Casa Velha, abrigou o presidente JK e a comitiva dele quando estiveram pela primeira vez no Planalto Central.
Na casa sede da fazenda, chegou a funcionar: um escritório da Novacap, que deu apoio à construção da nova casa do presidente; um escritório de telecomunicações para contato com o Rio de Janeiro; e até uma escola.
Hoje é chamada de Casa Velha e fica dentro do Brasília Country Club, que também fez parte das terras da Fazenda Gama e que inicialmente era um clube dos engenheiros da construção de Brasília.
A Casa Velha abrigou a primeira rádio transmissora de Brasília, instalada pela Panair, em 28 de outubro de 1956, em colaboração com a Novacap, para comunicação com o Palácio do Catete, no Rio de Janeiro e proteção de voos.
O local serviu também como alojamento para equipes de técnicos, operários e outros profissionais que trabalharam no campo de pouso situado na fazenda. Em 1958, a área em que está construída a Fazenda Gama foi doada pela Novacap ao Brasília Country Club.
A nova casa do presidente (primeira residência oficial de JK no novo Distrito Federal), o Catetinho (foto), fica a 300 metros da Casa da Fazenda Gama (Museu Casa Velha).

## Acervo

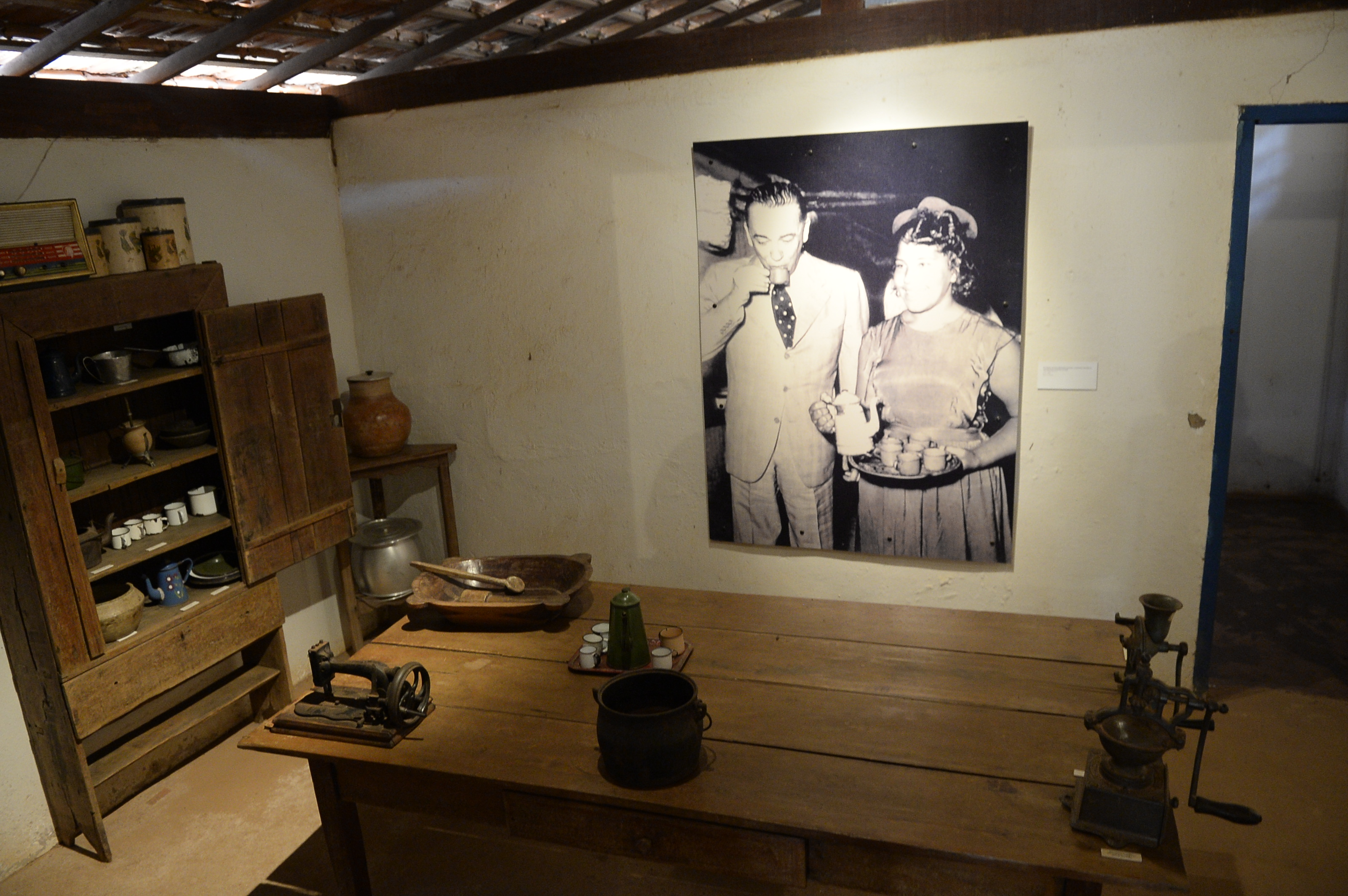
Ao fundo painel feito em azulejos com JK tomando um cafezinho oferecido por dona Zenaide, funcionária da casa sede da fazenda.

- Ao lado da casa há um desenho feito em azulejos do momento em que JK, ao chegar de surpresa à Casa Fazenda Gama (Casa Velha), foi recebido com um cafezinho por "Dona Zenaide", funcionária da fazenda na época.[3]

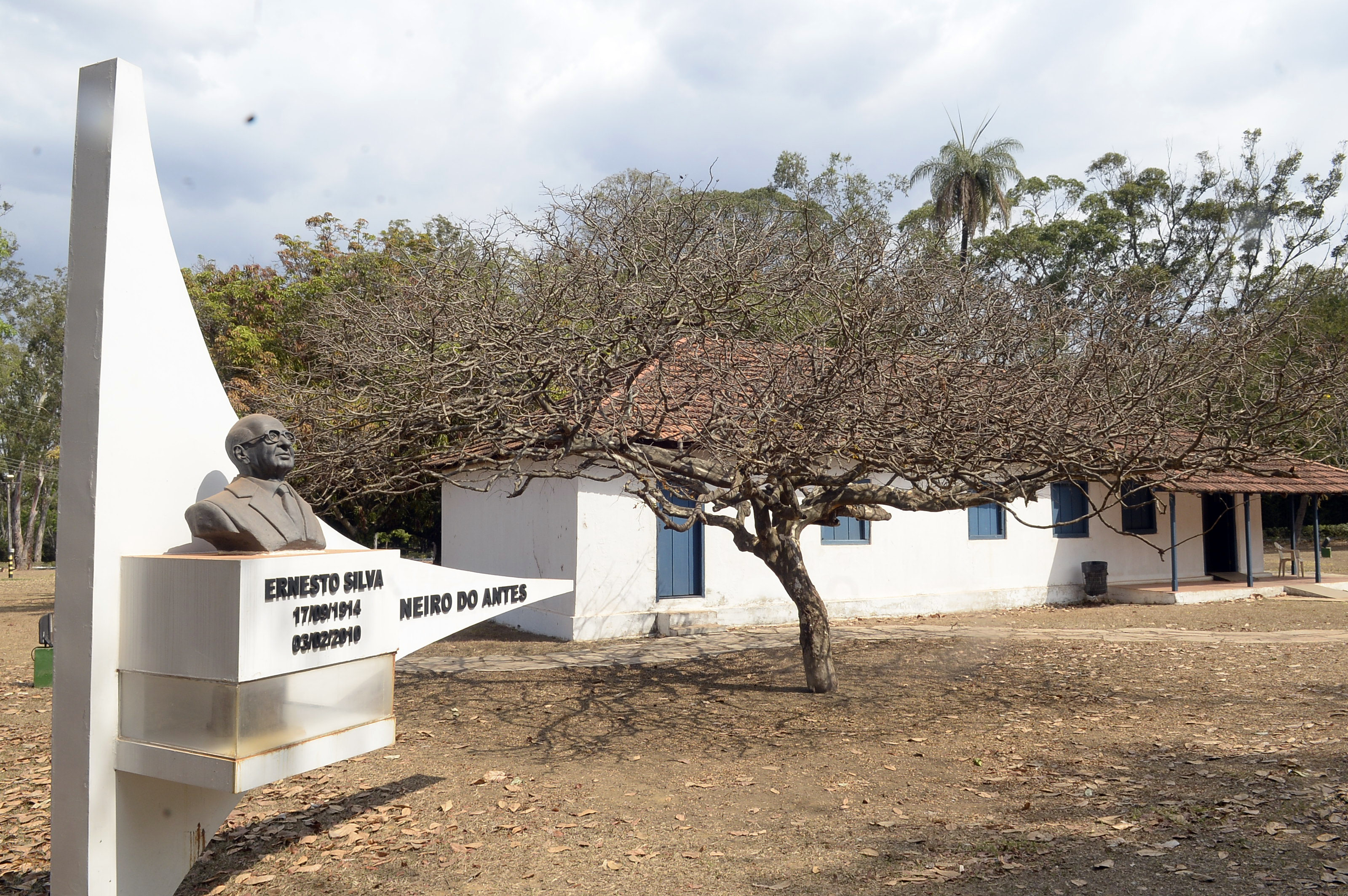
Busto em homenagem a Ernesto Silva, "o pioneiro do antes".

- No lugar onde JK tomou um cafezinho, pela primeira vez no Planalto Central, também há um busto de bronze em homenagem a Ernesto Silva, que esteve presente na comitiva que visitou a Casa Fazenda Gama. Ernesto Silva, o "pioneiro do antes" foi quem mostrou a JK a possibilidade de transferir a capital para o centro do país em um único mandato, já que governantes anteriores haviam concluído os estudos necessários.[4]
- Imagens de Guiomar de Arruda Câmara, membro da Missão Cruls, que estudou e delimitou o quadradinho onde é hoje o DF.[5][6]

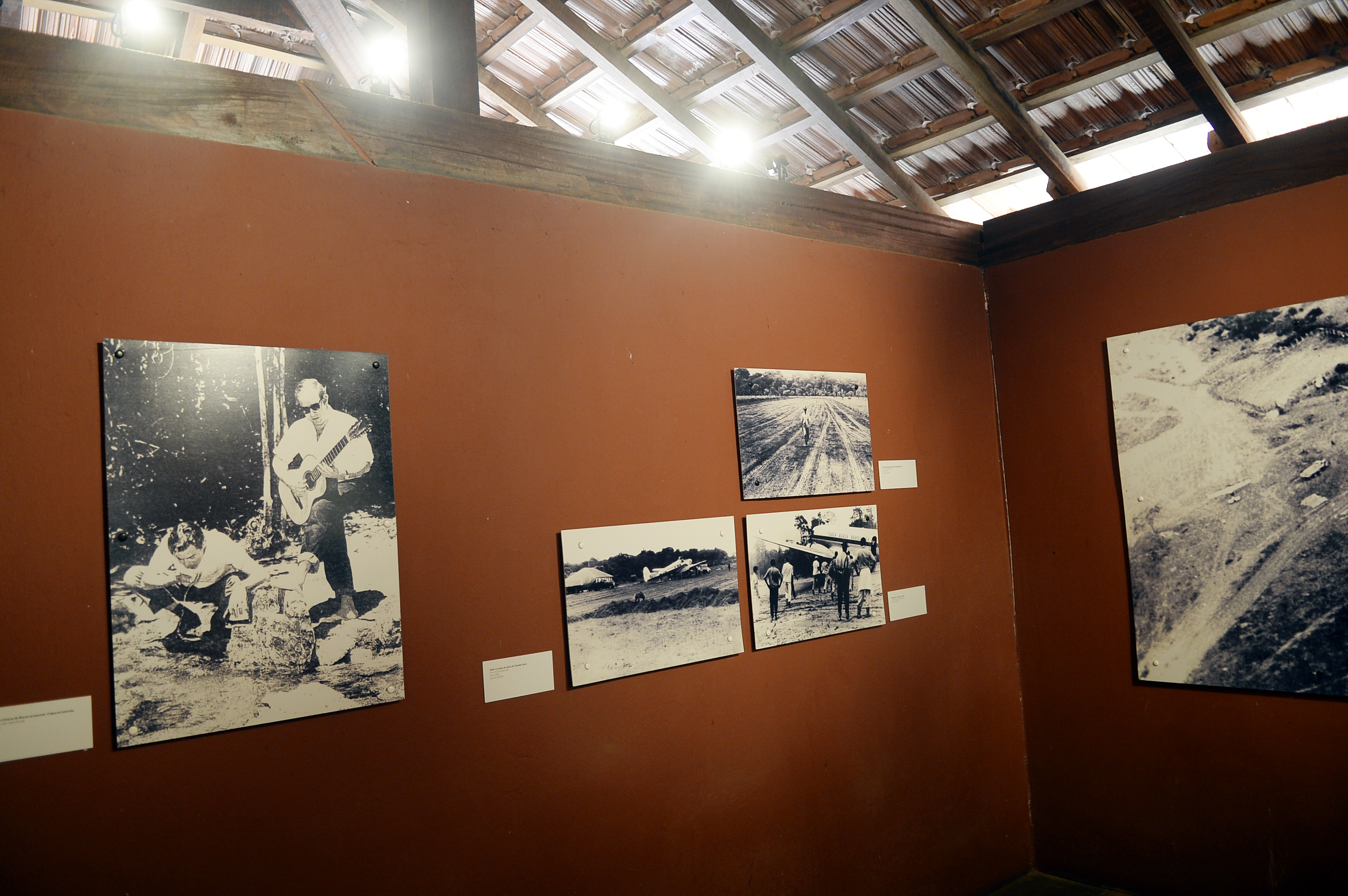
Vinícius de Moraes e Tom Jobim

- Imagens do maestro Tom Jobim com o poeta Vinícius de Moraes, autores de Brasília: Sinfonia da Alvorada sob encomenda de JK.[7]

## Utensílios Domésticos
Objetos comuns da época aos quartos de dormir, como bacia e jarra, mesa, baú, mala, armário, lamparina e urinol

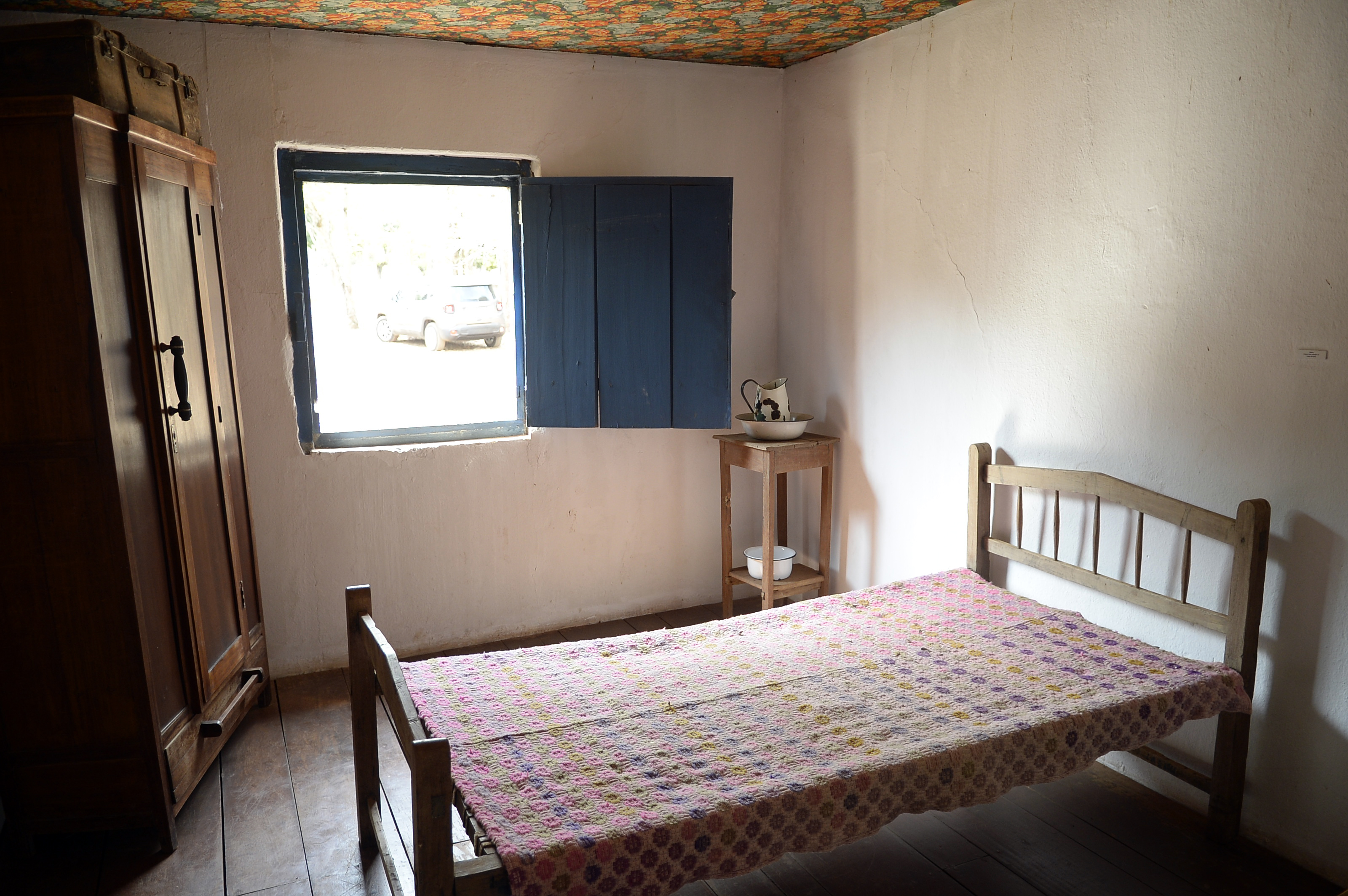
Chita no teto, ornamento comum no forro do teto nos quartos do casais à época.

O forro de tecido chita no teto do quarto dos casais amenizava os ruídos da intimidade e evitava a entrada de insetos, aves e morcegos.

## Tombamento
A casa-sede da fazenda Gama foi elevada à categoria de patrimônio tombado pelo governo do Distrito Federal.
Café com História
O Café com História é um projeto criado pela guia de turismo Maria Ribeiro, na Casa Velha:
“É um encontro onde os participantes são recebidos com um pequeno lanche para ouvir histórias e curiosidades, dessa primeira visita do presidente JK, contadas por um historiador ou um pioneiro da época da construção de Brasília, comenta Maria.
A Casa velha da Fazenda Gama (Museu da Casa Velha/Casa Velha) fica a 300 metros do Museu Catetinho. O Catetinho foi projetado por Oscar Niemeyer e construído em dez dias para abrigar JK e os engenheiros da NOVACAP.
O "Palácio de Tábuas" foi a primeira residência oficial do presidente JK durante a construção da nova capital do Brasil: Brasília.